# 勝新太郎
勝 新太郎（かつ しんたろう、1931年〈昭和6年〉11月29日 - 1997年〈平成9年〉6月21日）は、日本の俳優・歌手・脚本家・映画監督・映画プロデューサー・三味線師範。
本名：奥村 利夫（おくむら としお）。血液型O型。市川雷蔵とともに大映の「二枚看板」として活躍。その後は「勝プロダクション」を設立し、劇場用映画やテレビ作品などの製作にも携わった。
勝新（かつしん）と愛称で呼ばれ、豪放磊落なイメージと愛嬌のある人柄で、数多くの不祥事を起こしながらも多くのファンから愛された。2014年に映画関係者や文化人を対象にしたキネマ旬報のアンケートでは、好きな日本映画男優の第4位に選ばれている。

## 来歴

### 生い立ち
長唄三味線方の杵屋勝東治と妻・八重子の次男として、母方の実家のある千葉県柏市で生まれる。生家は東京市深川区（現在の東京都江東区）。若山富三郎は二歳上の兄。宇津井健は幼馴染。旧制法政中学校（現在の法政大学中学高等学校）中退。十代のころは長唄と三味線の師匠として、深川の芸者に稽古をつける。長唄の名取は二代目 杵屋勝丸。1954年のアメリカ巡業中に、撮影所で紹介されたジェームズ・ディーンに感化されて映画俳優になることを決意する。

### 大映時代

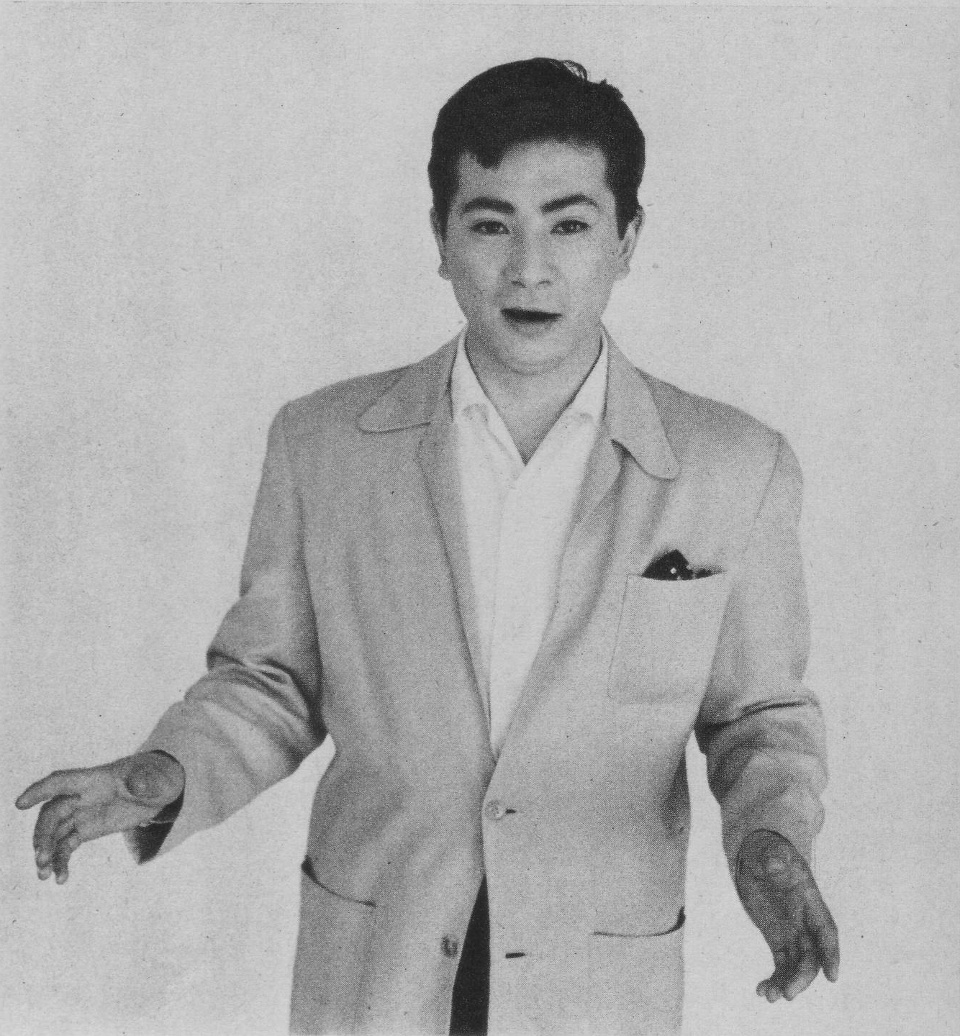
1956年

23歳の時に大映京都撮影所と契約、1954年の『花の白虎隊』でデビュー。大映社長の永田雅一は勝を可愛がり、白塗りの二枚目として市川雷蔵に次ぐ役者として熱心に主要な役を与え続けたが、思うように人気が出なかった。同年代の雷蔵・山本富士子・若尾文子が早々とスターとして活躍していくのとは対照的に、憧れの長谷川一夫そっくりのメイクも板につかず、主演作のあまりの不人気ぶりに映画館の館主達からは「いい加減に勝を主役にした映画を作るのはやめてくれ」、「勝の主演ではヒットしない」との苦情が絶えず寄せられるほどだったが、1960年の『不知火検校』で野心的な悪僧を演じたことにより、それまでの評価を一新させることとなる。
1961年、二代目中村鴈治郎の長女で同じ大映に在籍していた女優の中村玉緒と婚約。玉緒とは『不知火検校』や、一匹狼のやくざ・朝吉役で主演した『悪名』（田中徳三監督、今東光原作、依田義賢脚本、田宮二郎共演）などで共演している。この映画が初のヒットとなりシリーズ化。1962年3月5日、永田の媒酌で結婚。続く『座頭市物語』、『兵隊やくざ』で不動の人気を獲得。1963年に長谷川・山本が大映を退社する中、勝は一躍大映の大黒柱の一人となる。これ以降、1969年7月17日に雷蔵が死去するまで、勝新太郎と市川雷蔵は大映の2枚看板として「カツライス」と称され、その屋台骨を支えた。特に一連の座頭市シリーズはアジア各地でも上映され、勝の代表作となっている。

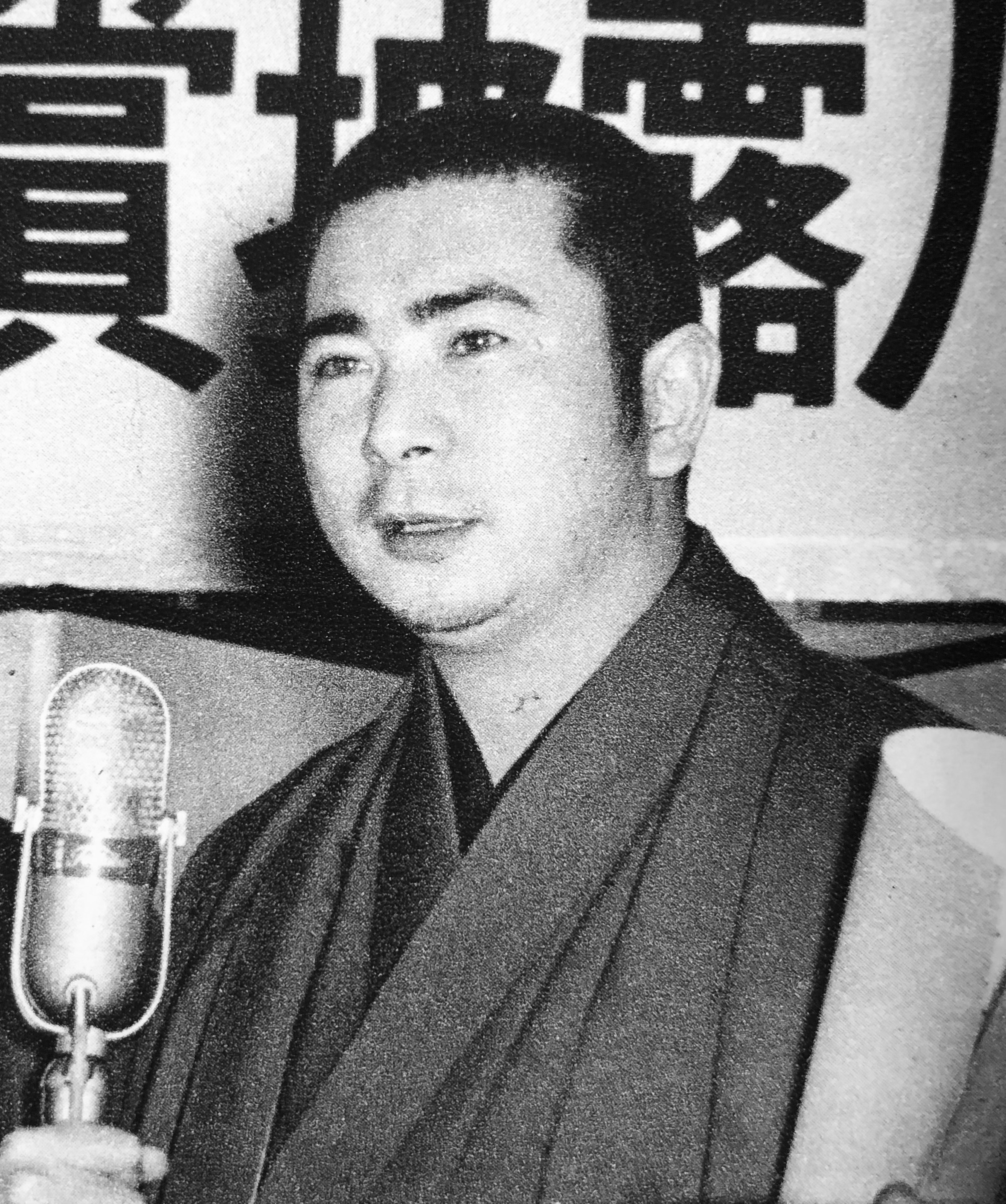
『映画情報』1965年4月号（国際情報社）より

キネマ旬報社『キネマ旬報』第406号（1966）より映画『座頭市地獄旅』ロケ。中心下が勝新太郎。右上が監督の三隅研次。

### 勝プロ時代
1967年に勝プロダクションを設立、自ら映画製作に乗り出す。この時期、大手五社によるブロックブッキング体制・五社協定崩壊の中、三船敏郎の三船プロ、石原裕次郎の石原プロ、中村錦之助の中村プロなど映画スターによる独立制作プロダクションの設立が続いた。
勝プロは、既に経営が立ち行かなくなった末期の大映が傾倒した若者向けの暴力・エロ・グロ路線の作品とは一線を画し、三隅研次・安田公義・森一生・増村保造ら大映出身の監督たちと時代劇の伝統を絶やさぬよう拘りぬいた映画制作を続け、勅使河原宏・五社英雄・斎藤耕一・黒木和雄ら、当時インディペンデントな場から台頭しつつあった監督（斎藤のみは元日活であるがスチルマン出身である）たちとも手を組み、『燃えつきた地図』、『人斬り』などを製作・主演した。また、一方では『男一匹ガキ大将』や実兄・若山富三郎主演の『子連れ狼』、自身も主演した『御用牙』などマンガ・劇画の映画化やテレビドラマ製作にも進出した。

サンパウロ日伯援護協会のあゆみの箱チャリティショウ。左から森繁久彌、中沢源一郎、伴淳三郎、志摩夕起夫、勝新太郎、渡辺はま子（1971年8月撮影）

特に1971年、製作・監督・脚本・主演をこなした映画『顔役』は、撮影の殆どを手持ちカメラで行い、極端なクローズアップを多用し状況説明的な描写を廃したカットつなぎなど、典型的な刑事ドラマでありながらも、それまでの日本映画の映画文法を破り、先進的な手法を使った作品と評された。
またデビューして2年の俳優だった松平健を自らの弟子とし、勝自身が製作・主演したテレビドラマ『座頭市物語』に出演させて徹底的に鍛え上げ、1978年に『暴れん坊将軍』（テレビ朝日系）に主演させて時代劇スターに育て上げた。1980年には勝プロダクションは松平主演のテレビドラマ『走れ!熱血刑事』を製作している。
歌手としても、1967年に大映レコードの新譜第一号として発売した「座頭市」（別題「座頭市の唄」）がヒットした。
1974年から1979年にかけて、座頭市をテレビドラマとして合計4シーズン、全100話を製作（その多くで脚本、演出も担当）するなど、活動は軌道に乗っているように見えたが、この頃からプライベートでのトラブルが多くなり、1978年にはアヘンの不法所持で書類送検される。1979年には映画『影武者』の主役に抜擢されるが、監督の黒澤明と衝突し降板。
1980年に製作したテレビドラマ『警視-K』（日本テレビ系）が完全主義の勝の製作方針などで予算がオーバーし、作品自体も不振で途中打ち切りになるなどした。この影響を受けて勝プロダクションは膨大な赤字を抱えて経営が立ち行かなくなり、1981年に12億円の負債を残し倒産。この時の記者会見で「勝新太郎は負けない」と述べ、借金と戦っていくことを宣言する。翌年、中村玉緒を社長とした「勝プロモーション」を設立するが、1983年4月13日には義父・二代目中村鴈治郎が死去するなど不幸が相次いだ。

### 多難な晩年
1978年5月10日、マネージャーと弟子で俳優の酒井修が、阿片（アヘン）所持で逮捕される。勝はアヘン26グラム（当時の末端価格で260万円）と吸煙器を処分するよう頼んだ疑いで書類送検される。5月26日の釈明会見では「イランの貴族から贈られ、社長室に置いていたが、芸能人の大麻事件が相次いだので処分を依頼しただけ」と帝国ホテルの記者会見で語った。
1989年、自らの製作・監督・脚本・主演により『座頭市』を完成させたが、長男・雄大（この頃、本名で俳優デビューした）が殺陣の撮影中、斬られ役の役者を誤って真剣で斬りつけ死亡させてしまう。結局これが勝製作の最後の映画となった。勝の出演作品としては1990年、黒木和雄の監督映画『浪人街』が最後となった。
1990年1月16日、勝はアメリカ合衆国ハワイ州のホノルル国際空港で下着にマリファナとコカインを入れていたとして現行犯逮捕される。麻薬を下着に入れていた理由について「気付いたら入っていた」と述べ、逮捕後の記者会見では「今後は同様の事件を起こさないよう、もうパンツをはかないようにする」「なぜ、私どもの手にコカインがあったのか知りたい。」ととぼけ通し、結局、誰から薬物を受け取ったかについて、最後まで口を割ることはなかった。帰国した翌年に日本でも麻薬及び向精神薬取締法違反の容疑で逮捕され、懲役2年6か月執行猶予4年の有罪判決を受ける。裁判では「傍聴者」を「観客」と呼び、客を楽しませる台本まで考えてから出廷したといわれている。この事件以後、俳優活動の場を舞台に移す。
1996年7月に下咽頭癌を発病。手術はせず、抗癌剤と放射線の治療を行なった。入院中も外出を繰り返して寿司や酒を楽しみ、平然と煙草をふかした。約4か月後の記者会見でも「煙草はやめた」と言いながら堂々と喫煙する様を見せた。しかし実際には療養中は禁煙し、会見での喫煙はパフォーマンスだった（煙を肺まで吸い込まず、口元でふかしているだけ）、と中村玉緒や鴈龍は後に振り返っている。
死の前年である1996年4月23日には『笑っていいとも!』（フジテレビ系）の「テレフォンショッキング」に出演した。最後の舞台は大阪新歌舞伎座で中村玉緒と夫婦役を演じた『夫婦善哉』。
1997年6月21日午前5時54分、入院先の千葉県柏市の国立がんセンター東病院において下咽頭癌で死去。65歳没。

### 没後

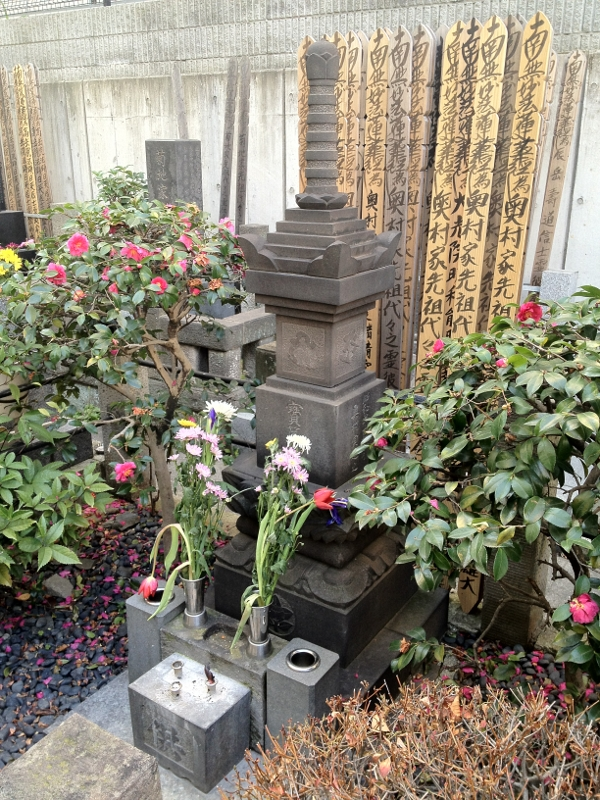
東京都港区三田の蓮乗寺にある勝の墓。兄の若山富三郎と共に眠る。
（※：写真は2012年1月6日(金曜日)）

葬儀は1997年6月24日、東京都中央区築地の築地本願寺で行われ、約11000人が参列した。法号は「大光院明利能勝日新居士」。出棺の際は「勝ちゃんありがとう」と多くのファンに見守られ、遺体は渋谷区の代々幡斎場で荼毘に付された。現在は兄の若山富三郎と共に港区三田の蓮乗寺に眠っている。2024年現在、勝プロ製作作品や肖像権等の各種権利は「株式会社ティーエムプロダクション」が管理している。
2000年に発表された『キネマ旬報』の「20世紀の映画スター・男優編」では日本男優の7位になった。
2021年9月13日に放送されたNHK Eテレ『ワルイコあつまれ』の「芸能界むかしばなし」にて、勝の半生の絵本風読み聞かせが、稲垣吾郎によって行われた。

## 逸話
入社当時の勝のギャラは1本に付き3万円、雷蔵は1本に付き30万円+ハイヤーの送迎付きであったが、雷蔵にライバル心を燃やす勝は自費でハイヤーに乗っていた。
1960年代後半に入ると、大映で雷蔵、京マチ子、若尾に次ぐギャラをもらうようになっており、永田雅一社長に「これだけギャラを上げてくれ」と指2本を出したが、永田は断った。そのためストライキを敢行し、結果的に永田が折れる形で決着が着いた。しかし、ギャラが映画1本に付き200万上がり500万円になったため、勝は驚いた。何故なら、「20万円上げて欲しかった」ことを勘違いされたのである。これで長らく大スターに君臨する同期の雷蔵をも上回る大映No.1となった、と勝は語る。しかし、すぐに雷蔵のギャラも500万円となり並んだ。全盛期をとっくに過ぎた映画界としては珍しい太っ腹なエピソードである。三隅研次監督は、「経営不振にもかかわらず、永田社長がいかにどんぶり勘定で経営していたかを示すエピソードのひとつだ」と語る。
好物はオムライス。豪放磊落といわれた自身のイメージに合わないため、大映京都撮影所近くの飲食店では、店の奥でファンに見つからぬよう隠れて食べていた。
三味線に関しては十代の頃から師匠をしており、その腕前は晩年まで衰えなかったと伝えられている。
映画『人斬り』で最初に三島由紀夫に共演依頼したのは勝だったが、不慣れな三島が現場で困らないように事前に三島の言う台詞をテープに吹き込んで細かく説明し、撮影現場でも三島を励まし助けていたという。しばしば三島が、勝には随分世話になった、あんないい奴だとは思わなかったと感謝していたのはこうした理由があった（詳細は人斬り (映画)#勝新太郎と三島由紀夫を参照）。また勝は、三島の『午後の曳航』の映画化の希望を抱いていたという。
勝のテレビ初主演作である『悪一代』（1969年、朝日放送制作、TBS系放映）全13話のうち、最終回放送分のテープが現存しており、横浜情報文化センター内の放送ライブラリーで閲覧する事が出来る。この作品は、勝の出世作である映画『不知火検校』（宇野信夫原作）をベースに作られており、テレビドラマの演出手法の常識を破った画面構成なども話題になった。ちなみに、全13話放送分のうち、最終回1話分のテープしか現存していないのは、当時の番組は2インチVTRで制作されており、機器・テープともに高価であったため、収録されたテープのほとんどが他の番組への収録で使い回されて上書き・消去されてしまったためである。
1987年のNHK大河ドラマ『独眼竜政宗』で演じた豊臣秀吉は、「サル」や「人たらし」などと評される従来の秀吉像を覆すような配役で話題となった。本作の主人公伊達政宗が「化け物」と評したように、本作では若き政宗の前に立ちはだかる大きな壁という位置づけであり、「渡辺謙（政宗役）=知名度の高くない若手」「勝新太郎=衆目の知るところの大御所」という図式が、そのまま「伊達政宗=奥羽の若き大名」、「秀吉=老成した天下人」にも当てはまるなど、役者の立場・イメージと演じる役の立場がぴったりという印象が強いのも特徴である。秀吉と政宗が初めて会うシーンではそのイメージと緊張感をつくり上げるために、史実に合わせて本番まで渡辺謙と一度も顔を合わせなかったという。
洋楽ではカーペンターズの曲をよく聴いていた。そのため、中村玉緒が『トリビアの泉』（フジテレビ系）にゲスト出演し、カーペンターズに関するネタが出た時「（私、これだけは英語でもよく聴いていました。）主人がよく聴いてて…」と言っていた。
ブレイク前のMr.マリックのショーに感激し、そのときの全ての所持金の約50万円をチップで渡した事がある。
晩年の住居は東京タワーが見えるマンションだった。妻・玉緒との夫婦喧嘩で収拾がつかなくなると窓を指して、「東京タワーが見てる」と言いながら玉緒の機嫌をとることも度々であったという。勝の葬儀では、玉緒の希望により祭壇脇に東京タワーのミニチュア（高さ4.5m）が組まれた。勝の豪放な語り口・私生活・自由奔放で泰然としたキャラクターは、古参お笑い芸人達の格好のネタ元になっている。
テレビインタビューで鴈龍の証言によれば、ファンへのサービス精神も旺盛で、ファンから頼まれたサインを断ったことはなかったという。なお、色紙には必ず傍らに『座頭市』の毛筆イラストを添えている。これは、大映時代の弟子筋にあたる細谷新吾（日高晤郎）が考案したものを気に入り、これを元にして自身のサインを作った。
「俺から遊びを取ったら何も残らない」と豪語し、豪遊は当たり前だった。実兄の若山は下戸であるが、勝は若い頃から大酒飲みで座持ちは抜群。得意の三味線や歌、愉快な話を披露し、芸者達をも楽しませた。しかも、取り巻きが飲んでいる間に徐々に増え、最初10人ほどだったのが100人近くに増えることは珍しくなかったという。同期入社で若い頃より長者番付に入っていた雷蔵がスタッフを飲みに連れて行っても割り勘であったのとは違い、飲食代は勝が全て支払っていた。結果、不摂生な生活で肥満体型になり、役柄も限定されるようになった。大映倒産後は時代を追うごとに収入が激減、特に勝プロダクションが倒産してからは借金取りにまで追われる生活であったにも関わらず、借金で豪遊し、高級車に高級な服と豪勢な生活を続け、返済できぬまま死去。結局、妻の玉緒が完済のために奔走することとなった。ちなみに、1978年に42歳で早世した歌手の水原弘は、1960年代に一時映画界に進出した際、勝と懇意となり「兄貴分」と慕うようになるが、勝のこうした生き様への憧憬から以来、奔放な生活へ傾倒。結果、ギャンブルや豪遊による莫大な借金を抱え、日常的な飲酒で命を縮めることとなった。
勝のマネージャーによると勝はポケットにティッシュのように丸めていた1万円札をチップとして携行していたといい、ある日マネージャーは1万円札20枚を渡され、自分の代わりにチップを渡すように勝に頼まれた。マネージャーはチップを5000円に崩して渡したが、勝は「俺がなぜチップを渡しているかわかるか。俺たちはいろんなところで、一生懸命に生きてる人間たちを見させてもらってる。つまり、『生の演技』を見させてもらっているんだ。そんな貴重な演技の授業料をケチるやつがどこにいるんだ！」とカミナリを落とした。マネージャーはまた、知人が借金の申し込みに来た際、勝が白紙の委任状にサインして京都の豪邸を失うはめになったことも明かしている。他にも、勝プロダクション倒産直後九州朝日放送の社長から「勝とスティービー・ワンダーの対談をやりたい」という依頼があり、マネージャーが「うちは倒産したんですけど知ってますか」と聞いたら「御社の倒産は知っていますが、勝さんの芸が倒産したわけではありませんよね」という返答があったことも、マネージャーは後年伝えている。
舞台『不知火検校』で、主役でありながら悪行を重ねる不知火検校役を演じた際、あまりの填（はま）りきった演技に「バカヤロー!死んじまえ！」と、観客から本気と思える野次が飛んだ。
また、舞台『東男京女』では、ポスターで共演した妻の玉緒に馬乗りにされ、実際の芝居の中でも馬乗りにされる場面があるが、これは勝のアイデアであり、苦労させられた勝に逆襲するようで観客にウケていたと玉緒は語っている。
石原裕次郎とは、「きょうらい（兄弟をもじった言葉）」と呼び合う仲で、良き友人だった。ある酒宴の席で2人が大喧嘩になった時には、頃合いを見て勝が一言「いい芝居だったな、きょうらい?」と声をかけ、裕次郎が「あ、ああ、いい芝居だった。」と応えることで、喧嘩そのものを「周囲を驚かすための芝居」と見せかけ、互いに手打ちにしていたという。裕次郎の葬儀では、友人代表として弔辞を読んだ。
1971年、玉緒に対し一方的に離婚宣言をする。しかし、玉緒に相手にされなかったため、離婚は成立しなかった。1990年、麻薬所持で逮捕されたため、5億円もの費用をかけ制作したキリンビール「ラ党の人々」のCM（つかこうへい演出で1年予定だった）がたった1日で放送打ち切りとなり、CMの制作会社から損害賠償請求の民事訴訟を起こされた。
上記の通り舞台裏ではトラブルが多かったが、その反面、非常に肉親思いであった。1982年に母・八重子が死去した際、「俺を産んでくれたところに顔を埋めてキスをしたよ」と発言。1992年4月には兄の若山富三郎が死去、納骨式の時にカメラの前で遺骨を食べ、涙を流してその死を悼んだ。さらには1996年2月、父であり長唄の長老、杵屋勝東治が死去。勝は父が亡くなる数日前から添い寝をし、施主を務めた納骨式の際には火葬場でこっそり懐に入れた遺骨の一部を取り出し、泣きながら食べ（骨噛み）、「とうとうお別れだけど、これで父ちゃんは俺の中に入った」とコメント。このように、肉親への強い愛情を改めて印象付けた。

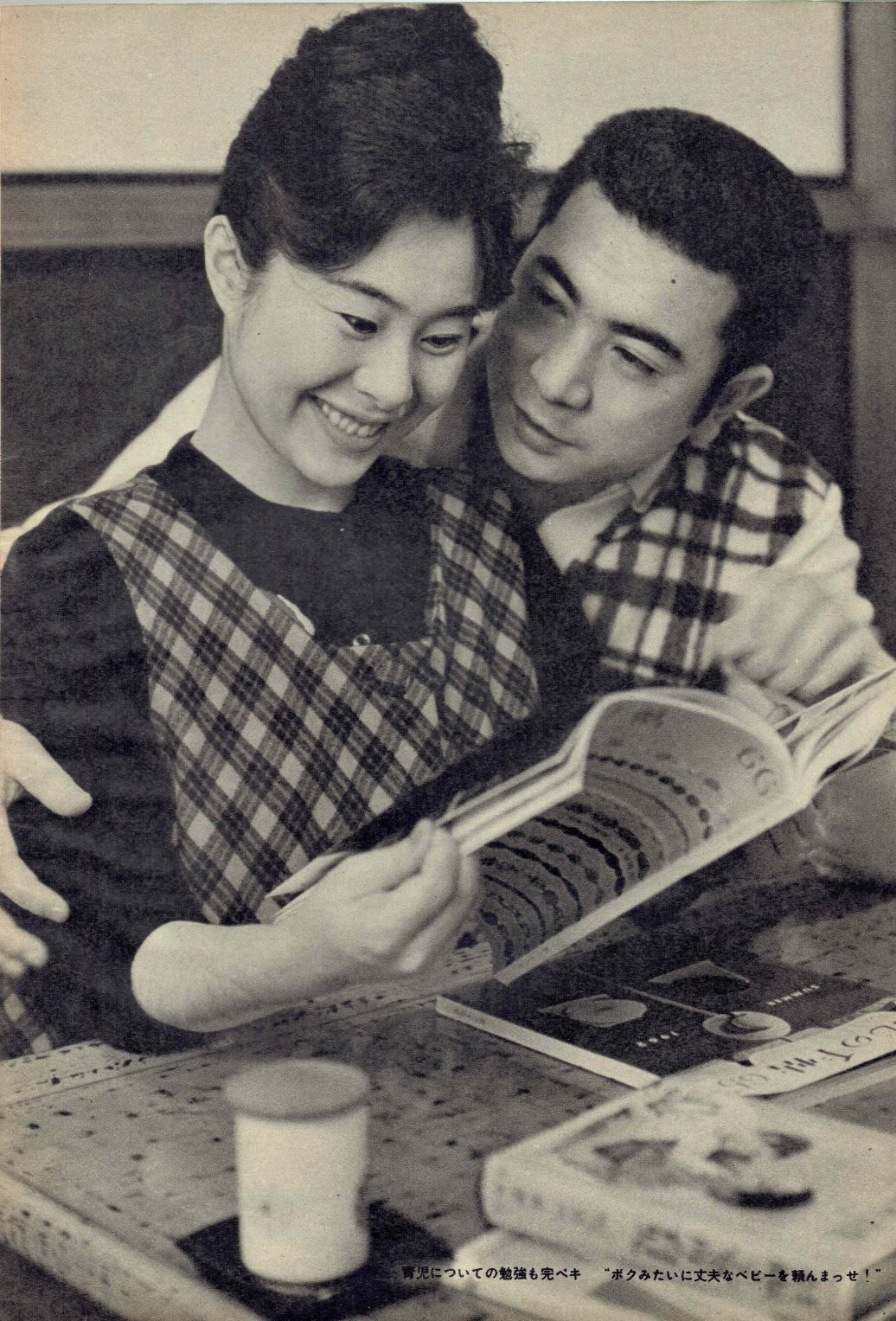
中村玉緒と（1962年）

妻の中村玉緒について「中村玉緒は勝新太郎無しでも存在し得るが、勝新太郎は中村玉緒無しでは存在し得ない」と最高の賛辞を語っているが、玉緒は直接は聞き取っておらず「生きている時に言ってくれれば…」と語っている。妻想いを代表するエピソードとして、中村玉緒が風邪で倒れた際の話がある。高熱で苦しむ玉緒を少しでも元気づけようと思った勝は、玉緒の好きな渡哲也の歌声を聞かせようと画策。渡が居そうな銀座の飲み屋を一軒一軒しらみつぶしに探し回り、ようやく渡を見つけると眼前でいきなり土下座。顔を上げるように渡が促すも、高熱で苦しんでいる玉緒のために一曲歌ってほしい、と土下座のまま懇願。大先輩のそのような姿を見た渡は二つ返事でこれを快諾。店の電話から玉緒のために『くちなしの花』を歌った。玉緒はこのエピソードを、破天荒な勝だが嫌いになれなかった理由、として度々挙げている。
晩年、漫画家根本敬と、舞台演出等仕事上の交遊があり、雑誌『cube（キューブ）』誌上で、勝のワンマンな人生をパロディー化した漫画、交響曲『勝（カツ）』（勝の人生を壮大かつ自己陶酔的な交響曲に喩え、彼の人生で関与した俳優、映画監督全てがオーケストラの団員として勝の人生を礼賛する内容。落語「頭山」を例に自己陶酔的な勝を揶揄。漫画作画・根本敬）のアイデアが披露された。また、根本が自身の著書の題名にし、後にクレイジーケンバンドの楽曲名にも使われた言葉「電気菩薩」は、根本との会話中で勝が発言したキーワードである。その根本の著書『特殊まんが 前衛への道』によると、1990年代にプリンスから「座頭市の姿でPVに出演して欲しい」との打診があったが、諸事情により実現しなかったという。
晩年、デニス・ホッパーとの親交は広く知られており、日本の映画祭などで同席することもあった。同じ「破滅型の俳優」として、ホッパーは非常に親近感を持っていた。
勝の臨終間際の前には、ちょうど巨大な台風が接近しており、台風一過と共に亡くなったという。玉緒によると、「亀岡（京都府亀岡市）にお墓を建てて、ふたりで戻ってこよう」と話をしていたという（朝日新聞京都、2007年12月26日）。死後、莫大な借金が残されたが、香典代わりに債権放棄した債権者もいたという。

## 勝が絶賛している名作映画
- 時代劇研究家の春日太一によれば、勝は黒澤明『羅生門』や『七人の侍』『用心棒』、ジャン・ギャバン主演の名作やヌーヴェル・ヴァーグの名作のフランソワ・トリュフォー作品やルイ・マル『死刑台のエレベーター』、ジャン＝リュック・ゴダール『勝手にしやがれ』にパトリス・ルコント『他人のそら似』などのフランス映画の名作、クラーク・ゲーブルやタイロン・パワー、シャルル・ボワイエ、長谷川一夫、上原謙、『エデンの東』『理由なき反抗』『ジャイアンツ』のジェームズ・ディーンなどの各国の二枚目スター主演の名作、溝口健二『雨月物語』『新・平家物語』、市川昆『炎上』『ぼんち』、吉村公三郎『源氏物語』『大阪物語』、衣笠貞之助作品、斎藤耕一『津軽じょんがら節』、三隅研次作品や森一生作品、工藤栄一作品、井上昭作品、近衛十四郎作品、山本薩夫『忍びの者』、勅使河原宏『砂の女』、五社英雄『三匹の侍』『御用金』、岡本喜八『独立愚連隊』シリーズや『侍』『日本のいちばん長い日』、新藤兼人作品、『影の車』や『砂の器』の野村芳太郎作品、増村保造『大地の子守歌』、長谷川和彦『青春の殺人者』、ウィリアム・フリードキン『フレンチ・コネクション』、サム・ペキンパー『ゲッタウェイ』を絶賛している[29]。

## 勝ファンのクリエイターや役者たち
- 香港の世界的アクションスターブルース・リーは勝を尊敬しており、共演予定もあった[30]。
- ビートたけしこと映画監督の北野武の作品は、勝の主演作品・監督作品に大きな影響を受けていることで知られ、とりわけ北野の初監督作品『その男、凶暴につき』は、勝が監督主演した『顔役』の絶大な影響がある[31][32]。
- クエンティン・タランティーノは勝が主演した『座頭市』シリーズや勝が制作した『子連れ狼』シリーズのファンであり、『パルプ・フィクション』日本公開時に来日した際に勝に会い大喜びし、勝もパルプを絶賛した[33]。キルビルのチャンバラシーンは、特に勝制作の『子連れ狼　三途の川の乳母車』のオマージュである[34]。
- 映画評論家としても活動しているコラムニスト・小説家の小林信彦は、週刊文春に発表した自身の「映画ベスト200（外国映画100と日本映画100）」に勝が主演した森一生『薄桜記』と三隅研次『座頭市物語』を入れている[35]。
- 『映画秘宝』のインタビュー本で、アニメ監督の渡辺信一郎はドン・シーゲル『ダーティハリー』とロバート・クローズ『燃えよドラゴン』を別格の2本とした上で、自身のベスト10（「禍々しい映画」10本）に勝の『顔役』を選んでいる[36]。
- 俳優の高橋克実は「芸能界一の勝新マニア」を名乗り、TBSの田中裕二＆カズレーザー司会の番組で勝新を語ったことがある[37]。

## 出演作品

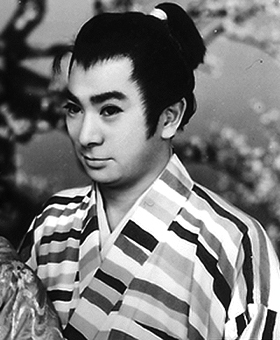
『初春狸御殿』（大映、1959年）

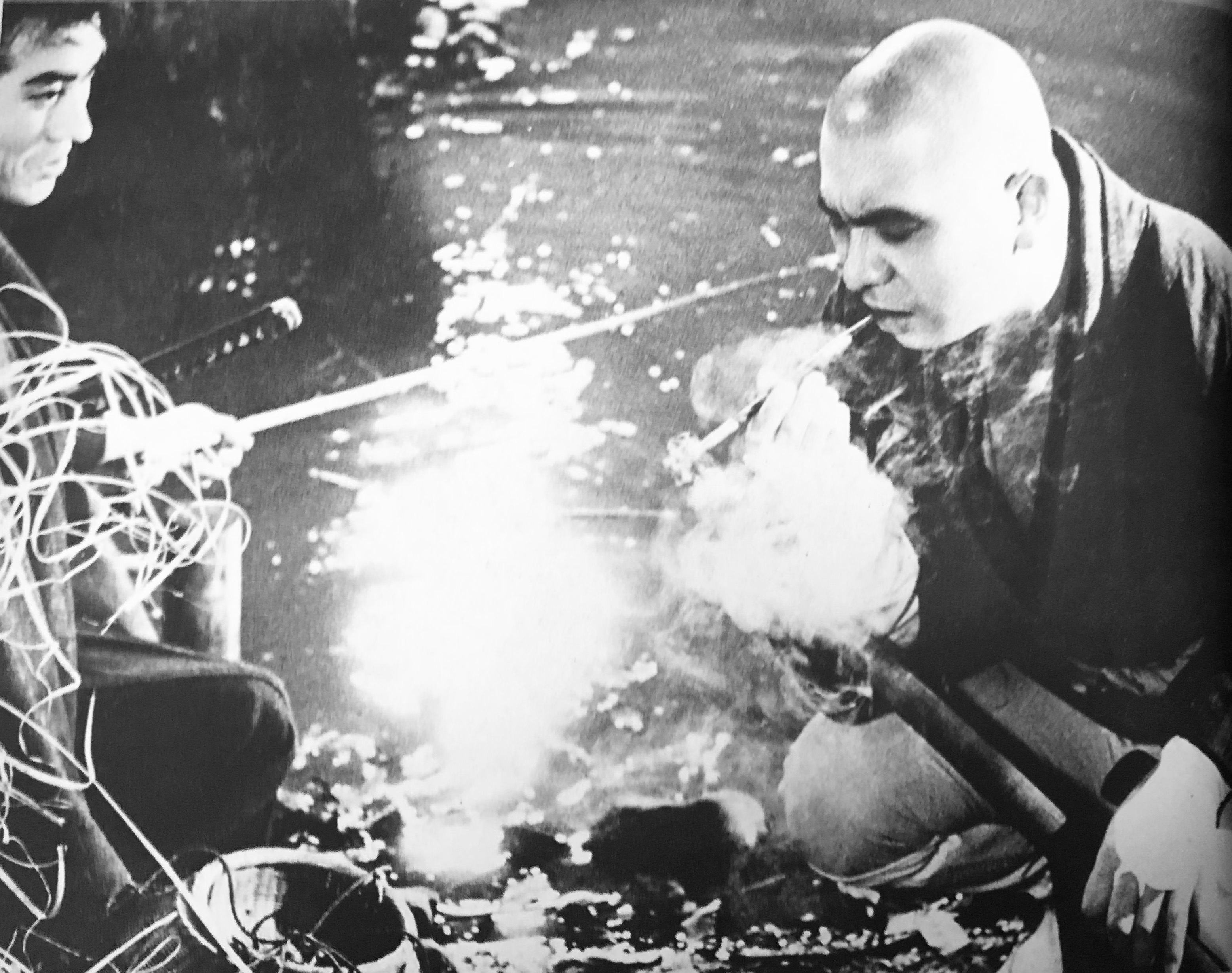
『座頭市物語』（1962年）

『兵隊やくざ』（1965年）

### 映画

#### シリーズ
- 悪名シリーズ　全16作
  - 悪名（1961年9月30日）
  - 続悪名（1961年12月17日）
  - 新悪名（1962年6月3日）
  - 続新悪名（1962年11月3日）
  - 第三の悪名（1963年1月3日）
  - 悪名市場（1963年4月28日）
  - 悪名波止場（1963年9月7日）
  - 悪名一番（1963年12月28日）
  - 悪名太鼓（1964年8月8日）
  - 悪名幟（1965年5月1日）
  - 悪名無敵（1965年10月29日）
  - 悪名桜（1966年3月12日）
  - 悪名一代（1967年6月17日）
  - 悪名十八番（1968年1月13日）
  - 悪名一番勝負（1969年12月27日） - シリーズ最終作
  - 悪名 縄張荒らし（1974年4月24日） - 勝プロ製作、東宝配給
- 座頭市シリーズ
  - 座頭市物語（1962年4月18日）
  - 続・座頭市物語（1962年10月12日）
  - 新・座頭市物語（1963年3月15日）
  - 座頭市兇状旅（1963年8月10日）
  - 座頭市喧嘩旅（1963年11月20日）
  - 座頭市千両首（1964年3月14日）
  - 座頭市あばれ凧（1964年7月11日）
  - 座頭市血笑旅（1964年10月10日）
  - 座頭市関所破り（1964年12月30日）
  - 座頭市二段斬り（1965年4月3日）
  - 座頭市逆手斬り（1965年9月18日）
  - 座頭市地獄旅（1965年12月24日）
  - 座頭市の歌が聞える（1966年5月3日）
  - 座頭市海を渡る（1966年8月13日）
  - 座頭市鉄火旅（1967年1月1日）
  - 座頭市牢破り（1967年8月12日）- 独立（勝プロダクション設立）後、初の座頭市作品
  - 座頭市血煙り街道（1967年12月30日）
  - 座頭市果たし状（1968年8月10日）
  - 座頭市喧嘩太鼓（1968年12月28日）
  - 座頭市と用心棒（1970年1月15日）
  - 座頭市あばれ火祭り（1970年8月12日）
  - 新座頭市・破れ!唐人剣（1971年1月13日） - 勝プロダクション製作、ダイニチ映配配給
  - 座頭市御用旅（1972年1月15日） - 以下3作は、勝プロダクション製作、東宝配給
  - 新座頭市物語 折れた杖（1972年9月2日）
  - 新座頭市物語 笠間の血祭り（1973年4月21日）
  - 座頭市（1989年2月4日） - 勝プロモーション・三倶製作、松竹配給
- ど根性シリーズ 全3作
  - ど根性一代 （1963年10月19日）- 越智平助
  - ど根性物語 図太い奴 （1964年1月19日）- 辰
  - ど根性物語 銭の踊り （1964年5月2日）- 町田八百
- 駿河遊侠伝シリーズ 全3作
  - 駿河遊侠伝 賭場荒し（1964年6月6日）- 次郎長
  - 駿河遊侠伝 破れ鉄火（1964年9月17日）- 次郎長
  - 駿河遊侠伝 度胸がらす（1965年1月28日）- 次郎長
- 兵隊やくざシリーズ 全9作
  - 兵隊やくざ（1965年3月18日）
  - 続・兵隊やくざ（1965年8月14日）
  - 新・兵隊やくざ（1966年1月3日）
  - 兵隊やくざ 脱獄（1966年7月13日）
  - 兵隊やくざ 大脱走（1966年11月9日）
  - 兵隊やくざ 俺にまかせろ（1967年2月25日）
  - 兵隊やくざ 殴り込み（1967年9月15日）
  - 兵隊やくざ 強奪（1968年10月5日）
  - 新兵隊やくざ 火線（1972年4月22日） - 勝プロ製作、東宝配給
- 酔いどれシリーズ 全3作
  - 酔いどれ博士（1966年6月4日） - 大松伝次郎
  - 続・酔いどれ博士（1966年9月17日） - 大松伝次郎
  - 酔いどれ波止場（1966年12月24日） - 大松伝次郎
- やくざ坊主シリーズ 全2作
  - やくざ坊主（1967年11月15日）- 竜全
  - 続やくざ坊主（1968年7月13日）- 竜全
- 御用牙シリーズ 全3作
  - 御用牙（1972年12月30日）- 板見半蔵
  - 御用牙かみそり半蔵地獄責め（1973年8月11日）- 板見半蔵
  - 御用牙鬼の半蔵やわ肌小判（1974年2月9日）- 板見半蔵

#### その他
- 花の白虎隊（1954年8月25日） - 小林八十次郎
- お富さん（1954年11月3日） - 与三郎
- 怪猫逢魔が辻（1954年12月29日） - 桝田屋友之助
- 駕でくのは（1955年1月8日）
- 花ざかり男一代（1955年2月26日）
- 天下を狙う美少年（1955年4月8日） - 天一坊
- 薔薇いくたびか（1955年4月24日）
- 月を斬る影法師（1955年6月8日）
- 踊り子行状記（1955年6月26日）- 武智十郎太
- 花の二十八人眾（1955年8月9日）
- かんかん虫は唄う（1955年8月31日） - 清水富彦
- 悪太郎売出す（1955年10月19日）
- 怪盗と判官（1955年12月7日） - 鼠小僧次郎吉
- 花の渡り鳥（1956年1月3日） - 蜩の半次
- まらそん侍（1956年2月5日） - 海保数馬
- 柳生連也斎 秘伝月影抄（1956年2月26日） - 鈴木綱四郎
- 祗園の姉妹（1956年5月18日）
- あなたも私もお年頃（1956年6月21日）
- 怪猫五十三次（1956年7月19日） - 南三次郎
- 花頭巾（1956年7月25日） - 久米寺舜馬
- 折鶴七変化（1956年8月1日）
- 続折鶴七変化（1956年8月8日）
- 不知火奉行（1956年9月19日）- 筑紫源三郎
- 月形半平太 花の巻/嵐の巻（1956年10月17日） - 宇津木周作
- 続花頭巾（1956年11月7日） - 久米寺舜馬
- 新・平家物語 静と義経（1956年11月28日） - 那須与一
- 母白雪（1956年12月19日）
- スタジオはてんやわんや（1957年1月15日）
- 信号は赤だ（1957年1月22日） - 相川三郎
- 凸凹厳窟王 鬼月島の卷・海賊島の卷（1957年2月27日）
- 大阪物語（1957年3月6日） - 市之助
- 大江戶人気男（1957年5月8日）
- 刃傷未遂（1957年5月13日）
- 二十九人の喧嘩狀（1957年6月4日）
- 怪猫夜泣き沼（英語版）（1957年6月18日） - 小森一馬
- 三日月秘文（1957年7月21日）- 三鬼与一郎
- 森の石松（1957年9月3日）- 石松
- 不知火頭巾（1957年11月17日）
- 清水港喧嘩旅（1957年12月8日）
- 遊俠五人男（1958年1月15日）
- おけさ鴉（1958年1月22日）
- 陽気な仲間（1958年3月18日） - 菊太郎
- ふり袖纏（1958年3月25日）- 小頭音松
- 忠臣蔵（1958年4月1日） - 赤垣源蔵
- 風來坊一番勝負（1958年5月19日）
- 怪猫呪いの壁（英語版）（1958年6月15日）- 竹内喬之助
- 東海道の野郎ども（1958年8月26日）
- 花の遊俠伝（1958年8月31日）
- 日蓮と蒙古大襲来（1958年10月1日） - 四条金吾
- 血文字船（1958年10月27日）
- 弁天小僧（1958年11月29日） - 遠山景元
- 水戸黄門漫遊記（1958年12月21日）- 捨吉
- 天竜の鴉（1959年1月22日）
- 情炎（1959年3月17日） - 仙枝
- 紅あざみ（1959年5月8日）
- 次郎長富士（1959年6月2日）- 石松
- 千代田城炎上 (1959年6月13日)　- 安藤伊予守
- 美貌に罪あり（1959年8月12日）- 藤川勘蔵
- 鳴門の花嫁（1959年8月23日）
- 町奉行日記・鉄火牡丹（1959年9月13日）- 望月小平太
- 薄桜記（1959年11月22日） - 中山安兵衛
- 月影兵庫・上段霞斬り（1959年12月20日）
- 初春狸御殿（1959年12月27日） - 栗助
- 関の弥太っぺ（1959年12月27日）- 箱田の森介
- 二人の武蔵（1960年1月3日） - 佐々木小次郎
- 風雲將棋谷（1960年2月3日）
- よさこい三度笠（1960年3月16日）
- 大江山酒天童子（1960年4月27日） - 渡辺綱
- 人肌呪文（1960年5月11日）
- 続・次郎長富士（1960年6月1日）- 石松
- 源太郎船（1960年6月15日）
- 三人の顔役（1960年7月10日） - 高林
- 東海道ちゃっきり娘（1960年7月31日）
- 不知火検校（1960年9月1日） - 杉の市
- 元祿女大名（1960年9月9日）
- 月の出の決鬪（1960年11月16日）
- 花くらべ狸道中（1961年1月3日）- 新助狸
- 小次郎燕返し（1961年1月9日）
- 風と雲と砦（1961年2月22日） - 左近八郎
- みだれ髪（1961年3月8日） - 愛吉
- 飛び出した女大名（1961年4月16日）- 鯖江半太郎
- 喧嘩冨士（1961年4月26日)
- ドドンパ酔虎伝（1961年6月7日） - 中山安兵ヱ
- 水戸黄門海を渡る（1961年7月12日） - 渥美格之進
- 釈迦（1961年11月1日） - ダイバダッタ
- お兄哥さん姐さん（1961年12月8日）
- 女と三悪人（1962年1月3日）- 竜運和尚
- 化身（1962年1月14日） - 梵仙
- 鉄砲安の生涯（1962年2月21日） - 北ヶ市安五郎
- 三代の盃（1962年3月4日）
- 裁かれる越前守（1962年4月6日）
- 仲良し音頭 日本一だよ（1962年5月13日） - 勝新太郎
- 鯨神（1962年7月15日） - 紀州
- 長脇差忠臣蔵（1962年8月12日） - 前田山英五郎
- 秦・始皇帝（1962年11月1日） - 始皇帝
- 雪之丞変化（1963年1月13日） - 島抜け法師
- 破れ傘長庵（1963年2月7日）- 長蔵
- 雑兵物語（1963年7月13日） - 茂平
- 乞食大将（1964年11月28日） - 後藤又兵衛
- 幸せなら手をたたこう（1964年12月29日） - 特別出演
- 無法松の一生（1965年7月14日） - 富島松五郎
- 泥棒番付 (1966年2月26日）- 佐渡八
- にせ刑事（1967年4月29日） - 千田寅松
- とむらい師たち（1968年4月6日） - ガンめん
- 燃えつきた地図（1968年6月1日） - 男（探偵）
- 手錠無用（1969年4月5日） - 香車弾五郎
- 関東おんな悪名 (1969年5月1日)　- 荒巻義助
- 鬼の棲む館（1969年5月31日） - 無明の太郎
- 人斬り（1969年8月9日） - 岡田以蔵
- 尻啖え孫市（1969年9月13日） - 織田信長
- 玄海遊侠伝 破れかぶれ （1970年2月21日）- 吉田磯吉
- 富士山頂（1970年2月28日） - 村上朝吉
- 待ち伏せ（1970年3月21日） - 玄哲
- あぶく銭（1970年4月18日） - 大寺松五郎（ヒゲ松）
- やくざ絶唱（1970年7月11日） - 立松実
- 喧嘩屋一代どでかい奴（1970年11月14日） - 青木吾朗
- 男一匹ガキ大将（1971年3月6日） - 坊谷津光五郎
- 狐のくれた赤ん坊（1971年5月26日） - 張り子の寅八
- 顔役（1971年8月12日） - 立花良太  ※製作、監督、脚本も担当
- いのちぼうにふろう（1971年9月11日） - 男
- 王将（1973年5月19日） - 坂田三吉
- 海軍横須賀刑務所（1973年11月17日） - 志村兼次郎
- 無宿（1974年10月9日） - 穴吹錠吉
- 迷走地図（1983年10月22日） - 寺西正毅
- 帝都物語（1988年1月30日） - 渋沢栄一
- 孔雀王アシュラ伝説（1990年2月3日） - 慈空
- 浪人街（1990年8月18日） - 赤牛弥五右衛門

### テレビドラマ
- 悪一代（1969年4月5日 - 6月27日、朝日放送） - 徳の市
- 釣忍（1970年、TBS日曜劇場）- 定次郎
- 大忠臣蔵（1971年10月19日、NET） - 俵星玄蕃
- 長谷川伸シリーズ「一本刀土俵入り」（1972年、NET） - 駒形茂兵衛
- 狼・無頼控 第9話（1973年、毎日放送） - 浜田屋藤十郎 / 闇の魔王
- 唖侍鬼一法眼（1973年10月7日 - 1974年3月31日、日本テレビ）- 卍 / 相良筑後守
- 座頭市シリーズ（フジテレビ） - 座頭市
  - 座頭市物語（1974年10月3日 - 1975年4月17日）
  - 新・座頭市
    - 新・座頭市 第1シリーズ（1976年10月4日 - 1977年4月25日）
    - 新・座頭市 第2シリーズ（1978年1月9日 - 5月22日）
    - 新・座頭市 第3シリーズ（1979年4月16日 - 11月19日）
- 痛快!河内山宗俊（1975年10月6日 - 1976年3月29日、フジテレビ） - 河内山宗俊
- 警視-K（1980年10月7日 - 12月30日、日本テレビ） - 賀津勝利
- 木曜ゴールデンドラマ「下町物語」（1983年10月6日、YTV） - 元太郎
- 女たちの大坂城（1983年11月3日、日本テレビ） - 織田信長
- 西部警察 PART-III スペシャル「燃える勇者たち」（1984年1月1日、テレビ朝日） - ジミー東郷
- 独眼竜政宗（1987年1月4日 - 12月13日、NHK総合） - 豊臣秀吉
- 鬼とばし（1987年、TBS日曜劇場）- 厳
- 忠臣蔵・女たち・愛（1987年12月28日・12月29日、TBS） - 徳川綱吉

### 舞台
- 旅のかげろう、三味線やくざ、森の石松、上州土産百両首（1960年10月2日 - 29日、大阪・新歌舞伎座）
- 殺し屋一代、女夫渡り鳥、因果小僧六之助、元禄ドロンパ屋敷（1961年8月2日 - 29日、大阪・新歌舞伎座）
- （勝新太郎11月特別公演）望海亭、別れ囃子、悪名、マダム專科、座頭市物語、雲の別れ路（1962年11月2日 - 26日、大阪・新歌舞伎座）
- （勝新太郎5月特別公演）流転めおと船、座頭市喧嘩囃子、極付森の石松、不知火檢校（1965年5月2日 - 27日、大阪・新歌舞伎座）
- （勝新太郎・朝丘雪路特別公演）風流深川唄、座頭市物語（1968年9月1日 - 25日、名古屋・御園座）
- 流転めおと船、座頭市喧嘩囃子、森の石松、不知火檢校（1970年5月）
- （勝新太郎 東京初出演 九月特別公演）好色の草紙、座頭市喧嘩ばやし、風流深川唄、座頭市物語（1972年9月1日 - 25日、東京・明治座）
- 一本刀土俵入、三味線一代（1975年、東京・明治座）
- 三味線やくざ、雲の別れ路（1976年、東京・明治座）
- （十月公演秋の演劇祭）座頭市物語、鶴八鶴次郎、因果小僧六之助（1978年10月1日 - 28日、東京・明治座）
- （勝新太郎六月特別公演）朦朧車夫、水の流れ、新座頭市物語 糸ぐるま、新座頭市物語 市の耳に子守唄（1979年6月1日 - 26日、東京・明治座）
- （松竹錦秋特別公演）三味線やくざ、新座頭市物語 糸ぐるま
- （勝新太郎特別公演）新座頭市物語 糸ぐるま、ビッグショー（1984年3月2日 - 25日、大阪・新歌舞伎座）
- 不知火検校（1994年5月10日 - 6月12日、銀座セゾン劇場）
- （勝新太郎特別公演）夫婦善哉 東男京女（1996年、大阪・新歌舞伎座）

### バラエティ
- トップスターショー 歌ある限り#23 - 勝新太郎 （1977年、TBS）
- ビッグショー 勝新太郎たまには歌う夜もある（1978年3月12日、NHK総合）
- 題名のない音楽会「勝新太郎マイウェイ」（1982年1月10日、テレビ朝日）※没後の1997年7月27日に「音楽家勝新太郎を偲んで」のタイトルで追悼放送
- この人勝新太郎・中村玉緒ショー（1983年1月20日、NHK総合）
- 流行事情 #19 ゲスト：勝新太郎（1985年、TBS）
- おもしろ人間ウォンテッド!!（1985年10月 - 12月、日本テレビ） ※レギュラー解答者

### CM
- 大塚製薬 - ウメビタ
- 武田薬品工業 - フローミンエース
- 麒麟麦酒 - ラ党の人々。（1990年）※前年、「キリンビール」より改称した主力商品「キリンラガービール」の宣伝を目的に、成人若年層の「ビール離れ」「ドラマ離れ」「CM離れ」に歯止めをかけるのを目標に、1年間毎日新作を放送するドラマ仕立てのCMとして制作された。作・演出につかこうへい、キャストに勝（父親）、松坂慶子（後妻）、安藤輝彦[注釈 4]（長男）、手塚理美（長女）、国広富之（長女の夫）、富田靖子（二女）、藤井尚之（二女の夫）を起用。大々的にキャンペーンも行われたが、オンエアー初日に勝が麻薬所持容疑で逮捕されたため、わずか1日で放送中止[38][39]。

## プロデュース
- 座頭市牢破り
- 燃えつきた地図
- 人斬り
- 座頭市あばれ火祭り
- 座頭市と用心棒（1970年）
- 新座頭市　破れ！唐人剣（1971年）
- 男一匹ガキ大将
- 顔役
- 片足のエース
- 子連れ狼 子を貸し腕貸しつかまつる（1972年）
- 座頭市御用旅
- 新兵隊やくざ　火線
- 子連れ狼　三途の川の乳母車
- 子連れ狼　死に風に向う乳母車
- 新座頭市物語　折れた杖
- 御用牙
- 新座頭市物語　笠間の血祭り（1973年）
- 御用牙　かみそり半蔵地獄責め
- 唖侍鬼一法眼
- 御用牙　鬼の半蔵やわ肌小判 （1974年）
- 悪名　縄張荒らし
- 座頭市物語
- 無宿
- モハメッド・アリ 黒い魂 STAND UP LIKE A MAN
- 新・座頭市
- 警視-K
- 座頭市（1989年）

## 監督作品

### 映画
- 顔役
- 新座頭市物語　折れた杖
- 座頭市（1989年）

### テレビドラマ
- 唖侍鬼一法眼 第1話
- 座頭市シリーズ
  - 座頭市物語 第3・8・9・14・16・23話
  - 新・座頭市
    - 新・座頭市 第1シリーズ 第1・7・14・15・21・27話
    - 新・座頭市 第2シリーズ 第3・5・7・10話
    - 新・座頭市 第3シリーズ 第4・6・9・21～23話
- 痛快!河内山宗俊 第15・23・25話
- 夫婦旅日記 さらば浪人（1976年、CX / 勝プロ）第13話
- 警視-K 第1～4・7・9・11・13話

## 音楽

### シングル
| 発売日                                   | 規格品番         | 面                     | タイトル                     | 作詞                    | 作曲             | 編曲             |
| テイチクレコード                         | テイチクレコード | テイチクレコード       | テイチクレコード             | テイチクレコード        | テイチクレコード | テイチクレコード |
| ---------------------------------------- | ---------------- | ---------------------- | ---------------------------- | ----------------------- | ---------------- | ---------------- |
| 1955年9月                                | BL-5003          | A                      | かんかん蟲は唄う             | 萩原四朗                | 大久保徳二郎     | 大久保徳二郎     |
| 1955年9月                                | BL-5003          | B                      | 花の桟橋                     | 大高ひさを              | 大久保徳二郎     | 大久保徳二郎     |
| 1955年11月                               | BL-5010          | A                      | 役者道中                     | 萩原四朗                | 大久保徳二郎     | 大久保徳二郎     |
| 1955年11月                               | BL-5010          | B                      | 峠越すのは                   |                         |                  |                  |
| 1956年1月                                |                  | A                      | 次郎吉笠                     |                         |                  |                  |
| 1956年1月                                | B                | おもかげ峠             |                              |                         |                  |                  |
| 1956年                                   | C-102            | A                      | 街の影法師                   | 前田よしえ              | 大久保徳二郎     | 大久保徳二郎     |
| 1956年                                   | C-102            | B                      | 今宵かぎりのボレロ           | 大高ひさを              | 上原賢六         |                  |
| 1956年                                   | C-104            | A                      | 静かな雨のロマンス           | 大高ひさを              | 大久保徳二郎     | 大久保徳二郎     |
| 1956年                                   | C-104            | B                      | 青いドレスの女               |                         |                  |                  |
| 1956年5月                                |                  | A                      | 青いドレスの女               |                         |                  |                  |
| 1956年5月                                | B                | 静かな雨のブルース     |                              |                         |                  |                  |
|                                          | C-3958           | A                      | 三ン下月夜唄                 |                         |                  |                  |
| B                                        | C-3958           | お別れかいな           |                              |                         |                  |                  |
| 1956年5月                                | C-4018           | A                      | 元気でいろよ達者でね         | 大高ひさを              | 上条たけし       | 宮脇春夫         |
| 1956年5月                                | C-4018           | B                      | 上海から来た男               | 清水みのる              | 大久保徳二郎     | 大久保徳二郎     |
| 1956年11月                               | C-4036           | A                      | アドマン・ブルース           | 清水みのる              | 大久保徳二郎     | 大久保徳二郎     |
| 1956年11月                               | C-4036           | B                      | 元気でいろよ達者でね         | 大高ひさを              | 上条たけし       | 宮脇春夫         |
| 1957年                                   | A-2737           | A                      | 春雨じゃ濡れて行こう         |                         |                  |                  |
| 1957年                                   | A-2737           | B                      | よみ売り三味線               |                         |                  |                  |
| 1957年12月                               | A-2927           | A                      | おとぼけ仁義                 |                         |                  |                  |
| 1957年12月                               | A-2927           | B                      | 追っかけ笠                   |                         |                  |                  |
| 1958年8月                                | C-4203           | A                      | 東海道の野郎ども             |                         |                  |                  |
| 1958年8月                                | C-4203           | B                      | 惚れたのヨ                   |                         |                  |                  |
| 東芝音楽工業                             |                  |                        |                              |                         |                  |                  |
|                                          | JP-1120          | A                      | これが未練という奴か         |                         |                  |                  |
| B                                        | JP-1120          | 男の泣き場所           |                              |                         |                  |                  |
|                                          | JP-1126          | A                      | 深夜の銀座裏                 |                         |                  |                  |
| B                                        | JP-1126          | 恋なんか御免だ         |                              |                         |                  |                  |
|                                          | JP-1199          | A                      | 今夜はわかった               | 藤間屮雄                | 増田幸造         | 増田幸造         |
| B                                        | JP-1199          | だからお前が可愛いのさ | 大沢浄二                     | 大沢浄二                |                  |                  |
|                                          | JP-1339          | A                      | 今宵限りの三度笠             |                         |                  |                  |
| B                                        | JP-1339          | 夢でござんす           |                              |                         |                  |                  |
| 1964年11月                               | TP-1001          | A                      | ど根性一代                   | 勝新太郎 十二村哲       | 大久保徳二郎     | 大久保徳二郎     |
| 1964年11月                               | TP-1001          | B                      | 男の人生                     | 島田磬也                | 大久保徳二郎     | 大久保徳二郎     |
| 大映レコード                             |                  |                        |                              |                         |                  |                  |
| 1967年8月                                | D-1              | A                      | 座頭市                       | 川内康範                | 曽根幸明         | 曽根幸明         |
| 1967年8月                                | D-1              | B                      | 座頭市ひとり旅               | 川内康範                | 曽根幸明         | 曽根幸明         |
| 1967年11月                               | D-9              | A                      | あき子                       | 川内康範                | 曽根幸明         | 曽根幸明         |
| 1967年11月                               | D-9              | B                      | あれっきり                   | 川内康範                | 曽根幸明         | 曽根幸明         |
| 1968年3月                                | D-20             | A                      | 恋は気まま                   | 水島哲                  | 曽根幸明         | 曽根幸明         |
| 1968年3月                                | D-20             | B                      | いつかどこかで               | 水島哲                  | 曽根幸明         | 池田孝           |
| 1968年9月                                | D-57             | A                      | 座頭市子守唄                 | 川内康範                | 曽根幸明         | 曽根幸明         |
| 1968年9月                                | D-57             | B                      | どんとやれ                   | 川内康範                | 曽根幸明         | 池田孝           |
| 1968年11月                               | D-62             | A                      | シーサイド横浜               | 西川ひとみ              | 曽根幸明         | 池田孝           |
| 1968年11月                               | D-62             | B                      | さよならしようぜ             | 大給櫻子                | 池田孝           | 池田孝           |
| 1968年12月                               | D-66             | A                      | 悪名（河内音頭）             | 鉄砲光三郎              | 鉄砲光三郎       |                  |
| 1968年12月                               | D-66             | B                      | 悪名のテーマ（セリフ入り）   |                         |                  |                  |
| 1969年6月                                | D-86             | A                      | ごめんね坊や                 | 水島哲                  | 曽根幸明         |                  |
| 1969年6月                                | D-86             | B                      | 涙はあれに                   | 水島哲                  | 曽根幸明         | 池田孝           |
| 1970年5月                                | D-108            | A                      | いつかどこかで               | 水島哲                  | 曽根幸明         | 曽根幸明         |
| 1970年5月                                | D-108            | B                      | Sunny = サニー               | Bobby Hebb 訳：曽根幸明 | Bobby Hebb       | 池田孝           |
| 1970年8月                                | G-1              | A                      | 座頭市の唄                   | 川内康範                | 曽根幸明         | 曽根幸明         |
| 1970年8月                                | G-1              | B                      | 座頭市子守唄                 | いわせひろし            | 曽根幸明         | 池田孝           |
| 1970年11月                               | G-4              | A                      | 夜と恋の終り                 | 川島朗                  | 曽根幸明         | 池田孝           |
| 1970年11月                               | G-4              | B                      | おまえは何処に               | 水島哲                  | 曽根幸明         | 池田孝           |
| 1971年5月                                | G-22             | A                      | いつかどこかで               | 水島哲                  | 曽根幸明         | 曽根幸明         |
| 1971年5月                                | G-22             | B                      | 涙はおれに                   | 水島哲                  | 曽根幸明         | 池田孝           |
| 日本コロムビア                           |                  |                        |                              |                         |                  |                  |
| 1972年4月                                | SAS-1615         | A                      | 兵隊やくざ                   | 石本美由起              | 山路進一         | 山路進一         |
| 1972年4月                                | SAS-1615         | B                      | 男と男                       | 美沢香                  | 村井邦彦         | 馬飼野俊一       |
| ユニオンレコード                         |                  |                        |                              |                         |                  |                  |
| 1973年4月                                | US-778           | A                      | 橋ぐれる                     | 小池一夫                | 猪俣公章         | 池多孝春         |
| 1973年4月                                | US-778           | B                      | 別れ手錠                     | 小池一夫                | 猪俣公章         | 池多孝春         |
| 東芝EMI                                  |                  |                        |                              |                         |                  |                  |
| 1973年                                   | TP-2954          | A                      | 孤独におわれて               | 安井かずみ              | 冨田勲           | 冨田勲           |
| 1973年                                   | TP-2954          | B                      | ひとの出逢い                 | 有馬三恵子              | 竜崎孝路         | 竜崎孝路         |
| 1974年                                   | TP-20055         | A                      | おてんとさん                 | 阿里あさみ              | 冨田勲           | 冨田勲           |
| 1974年                                   | TP-20055         | B                      | 座頭市ブルース               | 阿里あさみ              | 小谷充           | 小谷充           |
| ビクター音楽産業                         |                  |                        |                              |                         |                  |                  |
| 1977年                                   | SV-6258          | A                      | 座頭市子守唄                 | いわせひろし            | 曽根幸明         | 曽根幸明         |
| 1977年                                   | SV-6258          | B                      | いつかどこかで               | 水島哲                  | 曽根幸明         | 馬飼野俊一       |
| ワーナー・パイオニア                     |                  |                        |                              |                         |                  |                  |
|                                          | L-1138P          | A                      | さすらいの旅                 | 山口あかり              | 平尾昌晃         | 竜崎孝路         |
| B                                        | L-1138P          | 波止場町・ふたり町     | ちあき哲也                   |                         | 平尾昌晃         | 竜崎孝路         |
| クラウンレコード                         |                  |                        |                              |                         |                  |                  |
| 1980年                                   | CWA-21           | A                      | にごり水                     | 山田孝雄                | 叶弦大           | 伊藤雪彦         |
| 1980年                                   | CWA-21           | B                      | 男心                         |                         |                  |                  |
| 日本フォノグラム                         |                  |                        |                              |                         |                  |                  |
| 1982年                                   | 7PL-75           | A                      | 夜はくりかえす               | 岩谷時子                | 三木たかし       | 田辺信一         |
| 1982年                                   | 7PL-75           | B                      | Love You Again               | 荒木とよひさ            | 三木たかし       | 三木たかし       |
| 1982年                                   | 7PL-78           | A                      | 浮遊の夏                     | 島武実                  | 宇崎竜童         | 若草恵           |
| 1982年                                   | 7PL-78           | B                      | ぬくもり                     | 荒木とよひさ            | 三木たかし       | 三木たかし       |
| センチュリーレコード、ポニー・キャニオン |                  |                        |                              |                         |                  |                  |
| 1994年5月20日                            |                  | 1                      | 泣くなよ                     | 補：武藤けんじ          | 曽根幸明         | 曽根幸明         |
| 1994年5月20日                            | 2                | ごめんね坊や           | 水島哲                       |                         | 曽根幸明         | 曽根幸明         |
| 徳間ジャパンコミュニケーションズ         |                  |                        |                              |                         |                  |                  |
| 2015年11月3日                            | TJKA-10005       | 1                      | Sunny = サニー               |                         |                  |                  |
| 2015年11月3日                            | TJKA-10005       | 2                      | Summer Time = サマー・タイム |                         |                  |                  |

### アルバム
- 夜を歌う（大映レコード）※現行CDでは、8曲のボーナストラックが追加され、徳間ジャパンより発売されている。
- 人生劇場 勝新太郎・古賀メロディーを唄う（1970年、日本コロムビア）
- 座頭市子守唄（1977年9月25日、ビクター音楽産業）※未CD化
- THE MAN NEVER GIVE UP（1982年、日本フォノグラム）
- 遊びばなし うたとはなしと三味線と（1995年、Sony Records）
- 歌いまくる勝新太郎（1997年、Pヴァイン）大映レコード時代の編集盤
- もういちど、遊びばなし（1998年、Sony Records）
- 歌いまくる大映スター（大映レコード）
  - 2007年に紙ジャケット仕様でPヴァインより再発。1968年の大映レコードのイベントでの模様を収録したライブ盤で、勝新太郎も参加。『座頭市』、『シーサイド横浜』、『座頭市子守唄』の、このアルバムでしか聴けないライヴ・バージョンが収録されている。

## 著作
- プレイボーイ特別編集 写真集「勝vs美枝子」（集英社、1980年）
- 『俺・勝新太郎 劇薬の書』（廣済堂出版、1992年／廣済堂文庫、1998年、改訂版2008年）- 新版解説吉田豪
- 『裸舞(Love) - 三浦綺音写真集』撮影（ワニブックス、1994年）
- 『泥水のみのみ浮き沈み―勝新太郎対談集』（文藝春秋、1994年／文春文庫、2017年） - 8名との対談